# Gabriel Schaller
Gabriel Schaller (* 20. Dezember 1912 in Hebertshausen; † 7. Juni 1999 in Dachau) war ein deutscher Politiker (SPD).
Schaller besuchte die Volksschule in Hebertshausen und München. Dort machte er die Lehre zum Dreher und Maschinenschlosser und besuchte die Fachschule für Maschinenbau. 1936 zog er nach Dachau, bis April 1952 übte er seinen Beruf aus. Nach Beendigung seines Arbeitsverhältnisses wählten die Delegierten der DGB-Gewerkschaften im Landkreis Dachau ihn zum hauptamtlichen Kreisgeschäftsführer des DGB. Im Jahr darauf trat er in die SPD ein. 1956 zog er in den Kreistag ein, im Jahr darauf wurde er Vorsitzender seiner Fraktion. Von 1958 bis 1962 gehörte er dem Bezirkstag von Oberbayern an. 1960 folgte der Einzug in den Dachauer Stadtrat. Von 1962 bis 1970 gehörte er dem Bayerischen Landtag an. Ende 1972 rückte er für den ausgeschiedenen Peter Glotz ins Parlament nach, aus dem er 1974 endgültig ausschied.
1990 wurde ihm der Goldene Ehrenring der Stadt Dachau verliehen.